# Patinage de vitesse aux Jeux olympiques de 2018 - 1 500 mètres hommes
Navigation
Sotchi 2014 Pékin 2022
Le 1 500 mètres masculin de patinage de vitesse aux Jeux olympiques de 2018 a lieu le 13 février 2018 à l'Ovale de Gangneung. L'épreuve est présente depuis la première édition des Jeux en 1924.

## Programme
Tous les horaires correspondent à l'UTC+9.
| Date                  | Horaire |
| --------------------- | ------- |
| Mardi 13 février 2018 | 21 h 30 |

## Records
Avant cette compétition, les records dans cette discipline étaient les suivants :
| Record du monde  | 1 min 41 s 02 | Denis Yuskov | Russie     | 9 décembre 2017 | Salt Lake City |
| Record olympique | 1 min 43 s 95 | Derek Parra  | États-Unis | 19 février 2002 | Salt Lake City |

## Médaillés
| Or               | Argent              | Bronze             |
| Kjeld Nuis (NED) | Patrick Roest (NED) | Kim Min-seok (KOR) |

## Résultats
| Rang | Couple | Ligne | Patineur               | Nationalité      | Temps         | Retard   |
| ---- | ------ | ----- | ---------------------- | ---------------- | ------------- | -------- |
| 1    | 14     | O     | Kjeld Nuis             | Pays-Bas         | 1 min 44 s 01 | —        |
| 2    | 4      | I     | Patrick Roest          | Pays-Bas         | 1 min 44 s 86 | + 0 s 85 |
| 3    | 15     | I     | Kim Min-seok           | Corée du Sud     | 1 min 44 s 93 | + 0 s 92 |
| 4    | 15     | O     | Haralds Silovs         | Lettonie         | 1 min 45 s 25 | + 1 s 24 |
| 5    | 14     | I     | Takuro Oda             | Japon            | 1 min 45 s 44 | + 1 s 43 |
| 6    | 10     | O     | Bart Swings            | Belgique         | 1 min 45 s 49 | + 1 s 48 |
| 7    | 17     | I     | Sindre Henriksen       | Norvège          | 1 min 45 s 64 | + 1 s 63 |
| 8    | 18     | O     | Joey Mantia            | États-Unis       | 1 min 45 s 86 | + 1 s 85 |
| 9    | 18     | I     | Sverre Lunde Pedersen  | Norvège          | 1 min 46 s 12 | + 2 s 11 |
| 10   | 8      | O     | Shane Williamson       | Japon            | 1 min 46 s 21 | + 2 s 20 |
| 11   | 16     | O     | Koen Verweij           | Pays-Bas         | 1 min 46 s 26 | + 2 s 25 |
| 12   | 11     | O     | Zbigniew Bródka        | Pologne          | 1 min 46 s 31 | + 2 s 30 |
| 13   | 13     | O     | Denny Morrison         | Canada           | 1 min 46 s 36 | + 2 s 35 |
| 14   | 9      | I     | Peter Michael          | Nouvelle-Zélande | 1 min 46 s 39 | + 2 s 38 |
| 15   | 11     | I     | Brian Hansen           | États-Unis       | 1 min 46 s 44 | + 2 s 43 |
| 16   | 12     | I     | Jan Szymański          | Pologne          | 1 min 46 s 48 | + 2 s 47 |
| 17   | 5      | O     | Joo Hyong-jun          | Corée du Sud     | 1 min 46 s 65 | + 2 s 64 |
| 18   | 7      | O     | Sergey Trofimov        | Russie (OAR)     | 1 min 46 s 69 | + 2 s 68 |
| 19   | 10     | I     | Shani Davis            | États-Unis       | 1 min 46 s 74 | + 2 s 73 |
| 20   | 13     | I     | Konrad Niedźwiedzki    | Pologne          | 1 min 47 s 07 | + 3 s 06 |
| 21   | 17     | O     | Vincent De Haître      | Canada           | 1 min 47 s 32 | + 3 s 31 |
| 22   | 2      | O     | Alexis Contin          | France           | 1 min 47 s 33 | + 3 s 32 |
| 23   | 5      | I     | Mathias Vosté          | Belgique         | 1 min 47 s 34 | + 3 s 33 |
| 24   | 3      | O     | Shota Nakamura         | Japon            | 1 min 47 s 38 | + 3 s 37 |
| 25   | 9      | O     | Livio Wenger           | Suisse           | 1 min 47 s 76 | + 3 s 75 |
| 26   | 4      | O     | Reyon Key              | Nouvelle-Zélande | 1 min 47 s 81 | + 3 s 80 |
| 27   | 12     | O     | Andrea Giovannini      | Italie           | 1 min 47 s 82 | + 3 s 81 |
| 28   | 7      | I     | Fedor Mezentsev        | Kazakhstan       | 1 min 48 s 23 | + 4 s 22 |
| 29   | 6      | I     | Konrád Nagy            | Hongrie          | 1 min 49 s 01 | + 5 s 00 |
| 30   | 3      | I     | Denis Kuzin            | Kazakhstan       | 1 min 49 s 14 | + 5 s 13 |
| 31   | 8      | I     | Benjamin Donnelly      | Canada           | 1 min 49 s 68 | + 5 s 67 |
| 32   | 6      | O     | Xiankaini Aerchenghazi | Chine            | 1 min 50 s 16 | + 6 s 15 |
| 33   | 1      | I     | Marten Liiv            | Estonie          | 1 min 50 s 23 | + 6 s 22 |
| 34   | 2      | I     | Tai William            | Taipei chinois   | 1 min 50 s 63 | + 6 s 62 |
| 35   | 16     | I     | Allan Dahl Johansson   | Norvège          | DNF           |          |

Légende: O = Couloir extérieur, I = Couloir intérieur